# توني توريك
توني توريك (بالألمانية: Toni Turek)‏ (مواليد 18 يناير 1919) هو لاعب كرة قدم. يلعب مع منتخب ألمانيا الغربية لكرة القدم. سبق له أن لعب في كأس العالم لكرة القدم مع منتخب بلاده.

## روابط خارجية
- توني توريك على موقع الاتحاد الدولي (مؤرشف)  (الإنجليزية)
- توني توريك على موقع قاعدة بيانات كرة القدم.إي يو (الإنجليزية)
- توني توريك على موقع بيانات كرة القدم. دي إي (الألمانية)
- توني توريك على موقع ناشيونال فوتبول تيمز (الإنجليزية)
- توني توريك على موقع عالم كرة القدم.نت (الإنجليزية)